# Enhydrobacter
Enhrydrobacter es un género de bacterias que incluye una sola especie, Enhydrobacter aerosaccus. Son Gram negativas, aerobias facultativas, quimioheterótrofas, oligotrofas y no tienen motilidad. Crecen a temperaturas 20-39 °C y en pH de 5 a 9.5. Son oxidasa y catalasa positivas y pueden reducir nitrato en nitrito. Puede formar vacuolas de gas en presencia de ácidos orgánicos como piruvato, acetato o succinato.  También puede usar como fuente de carbono algunos aminoácidos como L-arginina, L- serina y L-alanina.
Aunque este género se aisló por primera vez del lago eutrófico Wintergreen, también se ha encontrado en la microbiota de la piel de individuos chinos.
Se ha propuesto la reasignación de este género a la familia Rhodospirillaceae que pertenece a la clase Alphaproteobacteria, sin embargo no se ha resuelto su asignación taxonómica.